# Röthenbach (Pegnitz)
Der Röthenbach ist ein über 21 km langer Fluss im Landkreis Nürnberger Land, der anfangs ungefähr westlich, später ungefähr nordwestlich verläuft und in Röthenbach an der Pegnitz von links und zuletzt fast Süden in die dort fast westlich fließende Pegnitz mündet.

## Geographie

### Verlauf
Der Röthenbach entsteht knapp zwei Kilometer nordöstlich von Altdorf bei Nürnberg im Waldgebiet Fürstenschlag und läuft von hier nach Westen. Nach etwa einem halben Kilometer verlässt er an einem Golfübungsplatz den Wald und nimmt bald von links einen kleinen Zufluss vom Stadtrand Altdorfs auf, teilt den Gemeindeteil Ziegelhütte und durchquert anschließend den größeren Gemeindeteil Röthenbach bei Altdorf bis an den westlichen Ortsrand, wo er dann nach Nordwesten abknickt. Noch am Ortsrand tritt er in den großen Staatsforst Winkelhaid  ein und durchläuft darin zunächst die kleine Rumpelbachschlucht, auch Röthenbachklamm genannt. Nachdem sich das Tal wieder geweitet hat, wird es von der A 6 gequert, danach laufen Tal und Bach wieder westwärts. Der Röthenbach speist im geschlossenen Wald noch eine kleine Weiherkette, danach öffnet sich rechts des Laufs die Flur um den Winkelhaider Gemeindeteil Ungelstetten, den der kleine Fluss im Süden berührt, um dann entlang seines Ortsrandes laufend nach Nordwesten abzuknicken und wieder ganz in den Staatsforst Winkelhaid einzutreten.
Darin und im anschließenden Staatsforst Brunn laufen zunächst nacheinander von links zwei kleinere Bäche zu, die unter anderem Quellen am Kalten Brunnen und am Hühnerbrünnlein haben. Danach münden wiederum von links erst auf 350,6 m ü. NHN dicht am nach ihm benannten Parkplatz an der A 3 der größere Ludergraben und weiter flussabwärts  der wieder kürzere Reingraben, ehe von rechts und Osten und auf 339,8 m ü. NHN der größte Nebenfluss Haidelbach einfließt, der sich nach Länge wie Einzugsgebiet mit dem Röthenbach-Oberlauf vergleichen kann. Nahe dem Autobahnkreuz Nürnberg passiert der Röthenbach die links jenseits eines Geländekamms gelegenen Weiher Großer Birkensee und Kleiner Birkensee, zwei beim Sandabbau entstandene und sich aus dem Grundwasser speisende Baggerseen. Anschließend unterquert er am Nordostschenkel des Kreuzes die A 9 und läuft dann aus dem inzwischen schon zur Stadt Röthenbach an der Pegnitz gehörenden Wald heraus und, abschnittsweise verdolt, durch eine Gewerbezone südlich seines Mündungsortes. Unter einer Brücke der Bahnstrecke Nürnberg–Schwandorf hindurch tritt er dann in dessen westlichen Siedlungsbereich ein. Nach einem engen Bogen nach rechts von fast 180° um den Schnackenhof herum mündet der Röthenbach in der Aue des Flusses von links und auf zuletzt fast entgegen seiner Zulaufrichtung südlichem Kurs beim Wasserwerk von Röthenbach an der Pegnitz in die Pegnitz.

### Weiherkette bei Ungelstetten

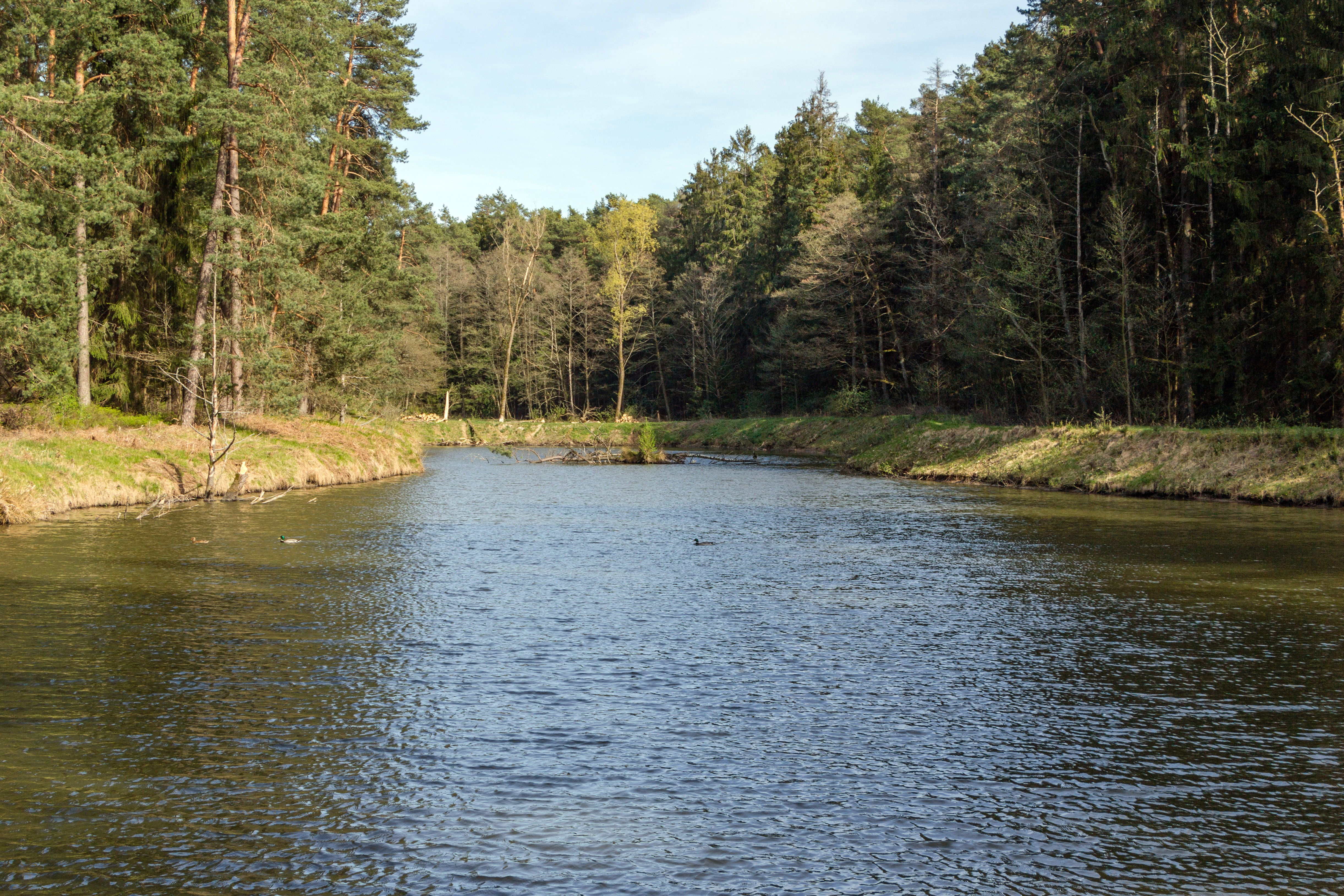
Weiher bei Ungelstetten

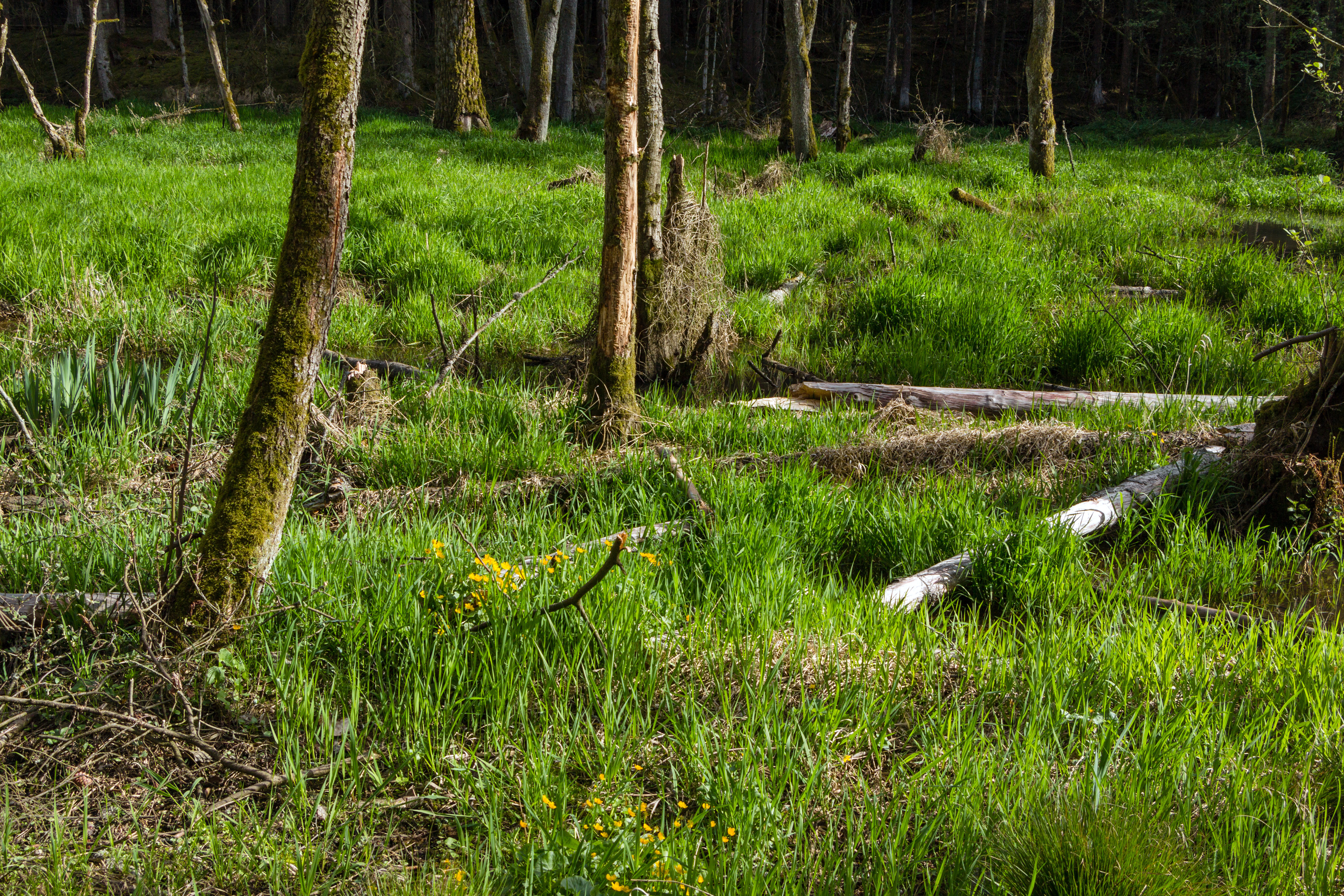
Auwald östlich von Ungelstetten

Südöstlich des Winkelhaider Gemeindeteils Ungelstetten liegt eine etwa einen Kilometer lange Weiherkette. Die Weiher werden vom Röthenbach gespeist oder auch durchflossen. Die Kette umfasst acht größere Weiher sowie einige kleinere Fischaufzuchtbecken. Die Stillgewässer wurden zwischen 1970 und 1986 angelegt und an den Fischereiverein Altdorf verpachtet.
Sie wurden im Laufe der Jahre mehrfach ausgebaggert. Der östlichste Weiher ist zum Teil verlandet. Östlich der Weiherkette ist die Flussaue schmaler und sumpfig.
Biber, die sich in der Nähe seit den 2010ern angesiedelt haben, beschädigen immer wieder die Dämme. An mehreren Stellen waren diese bereits durchbrochen und mussten vollständig neu aufgebaut werden.

### Zuflüsse
Von der Quelle zur Mündung.
- (Zufluss vom Norden Altdorfs), von links vor Ziegelhütte.
- (Zufluss aus dem Waldgewann Vogelherd), von links im Staatsforst Winkelhaid.
- Durchläuft eine Weiherkette.
- (Zufluss vom Kalten Brunnen), von links im Staatsforst Winkelhaid an der Nordwestspitze der Rodungsinsel um Ungelstetten.
- (Zufluss u. a. vom Hühnerbrünnlein), von links im Staatsforst Winkelhaid.
- Ludergraben, von links auf 350,6 m ü. NHN im Staatsforst Brunn beim Parkplatz Ludergraben der A 3, ca. 4,7 km und 7,1 km².
- Reingraben, von links kurz danach im Staatsforst Brunn.
- Haidelbach, von rechts auf 339,8 m ü. NHN im Staatsforst Brunn zwischen der A 3 auf der linken und einer Sandgrube auf der rechten Randhöhe, ca. 9,8 km und 34,0 km².
- Großer Birkensee, links  auf 333,7 m ü. NHN neben dem Lauf nahe dem Autobahnkreuz Nürnberg, ca. 5,7 ha.[7] Badesee.
- Kleiner Birkensee, links am Autobahnkreuz, ca. 2,0 ha.[7]
- Finstergraben, von rechts vor der Unterquerung der A 9.
- Geißgraben, von rechts kurz vor dem Waldaustritt in die Gewerbezone.
- (Zulauf), von links kurz vor der Bahnbrücke.

### Flusssystem Pegnitz
- Fließgewässer im Flusssystem Pegnitz

### Ortschaften
und Siedlungsplätze am Lauf von der Quelle zur Mündung. Nur die Orte tiefster Schachtelung sind Gewässeranrainer.
Landkreis Nürnberger Land
- Stadt Altdorf bei Nürnberg
  - Ziegelhütte (Dorf)
  - Röthenbach bei Altdorf (Dorf, überwiegend rechts)
- Gemeindefreies Gebiet Winkelhaid
  - (siedlungsfreier Staatsforst)
- Gemeinde Winkelhaid
  - Ungelstetten (Dorf, rechts)
- Gemeindefreies Gebiet Brunn
  - (siedlungsfreier Staatsforst)
- Stadt Röthenbach an der Pegnitz
  - (siedlungsfreie Gemeindeexklave um die Birkenseen)
- Gemeindefreies Gebiet Brunn
  - (siedlungsfreier Staatsforst, sehr kurz links)
- Haimendorfer Forst
  - (siedlungsfreier Forst, sehr kurz)
- Stadt Röthenbach an der Pegnitz
  - Gewerbezone bei Grünthal
  - Röthenbach (zentrale Stadt)
  - Schnackenhof (Siedlungsplatz, links)

## Geschichte
Im Mittelalter gab es Bauversuche, den Röthenbach in den Fischbach umzuleiten. Noch heute sind die Reste des gescheiterten Versuches des Gefütterten Grabens deutlich sichtbar.